# Parotomys brantsii
Parotomys brantsii es una especie de roedor de la familia Muridae.

## Distribución geográfica
Se encuentra en Botsuana, Namibia y Sudáfrica.

## Hábitat

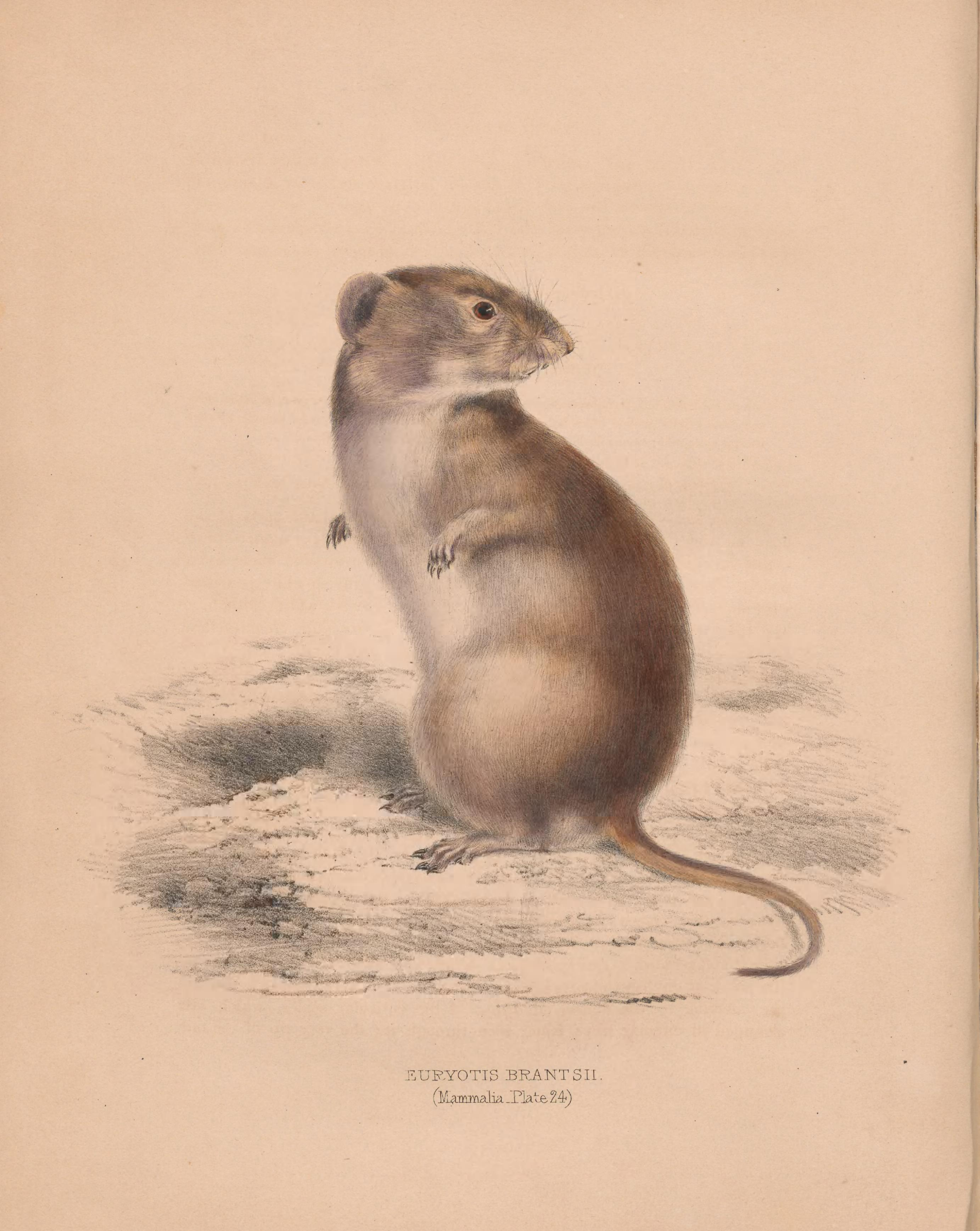
Parotomys brantsii.

Su hábitat natural son: zonas subtropicales o tropicales matorrales y praderas.